# Ilja Vlagyimirovics Cimbalar
Ilja Vlagyimirovics Cimbalar (oroszul: Илья́ Влади́мирович Цымбала́рь, ukránul:  Ілля Володимирович Цимбалар, Illja Volodimirovics Cimbalar; Odessza, Szovjetunió, 1969. június 17. – Odesza, Ukrajna, 2013. december 29.) elhunyt ukrán és orosz válogatott labdarúgó, középpályás.

## Pályafutása

### Klubcsapatokban
Pályafutását szülővárosában, a Csernomercnél kezdte. 1987-ben a Gyinamo Ogyesszában lépett először pályára felnőtt bajnoki mérkőzésen, majd az SZKA Ogyesszához igazolt. A szovjet hadsereg csapatánál három bajnoki évadot töltött, majd 1989-ben újra a Csernomorec színeiben lépett pályára. 1992-ben ukránkupa-győztes, 1993-ban pedig ukrán bajnoki bronzérmes lett.
1993-ban az orosz Szpartak Moszkvához szerződött. A piros-fehér alakulattal hat orosz bajnoki címet nyert, és kétszer hódította el az orosz kupát. 1994-ben a Szpartak játékosaként döntött úgy, hogy Ukrajna helyett Oroszország labdarúgó-válogatottját választja. 1995-ben az Év Labdarúgója lett Oroszországban.
2000-ben igazolt a fővárosi rivális Lokomotyiv Moszkvához, majd 2001-ben a dagesztáni Anzsi Mahacskalához. 2002-ben vonult vissza az aktív labdarúgástól, majd az Anzsi alelnöke lett.
2004-ben az FK Himki szakmai stábjának tagjaként visszaköltözött a fővárosba, és a Szpartak Moszkva tartalékcsapatának vezetőedzője lett. 2006-ban a harmadosztályú Szpartak-MZSK Rjazany csapatát feljutásig vezette. 2008-ban egy szezonig az FK Nizsnyij Novgorod vezetőedzője volt, 2010-ben pedig Igor Legyahov segítőjeként a Sinnyik Jaroszlavlnál dolgozott.

### Válogatott
1992-ben bemutatkozott az újonnan formálódott ukrán nemzeti csapatban, azonban később mégis a szbornaját, az orosz labdarúgó-válogatottat választotta. 1994-ben részt vett az Egyesült Államokban rendezett labdarúgó-világbajnokságon, és 1996-ban az angliai Európa-bajnokságon is. Utóbbin Olaszország ellen gólt is szerzett.

## Halála
2013. december 29-én szívinfarktusban hunyt el. 44 éves volt.

## Sikerei és díjai
Oroszország
- Orosz bajnokság (Premjer-liga)
  - Bajnok (6): 1993, 1994, 1996, 1997, 1998 és 1999 (mind a Szpartak Moszkvával)
  - Ezüstérmes (1): 2000 (a Lokomotyiv Moszkvával)
  - Bronzérmes (1): 1995 (a Szpartak Moszkvával)

- Orosz kupa
  - Győztes (4): 1994 és 1998 (a Szpartak Moszkvával), 2000 és 2001 (a Lokomotiv Moszkvával)
  - Ezüstérmes (1): 1996 (a Szpartak Moszkvával)

 Ukrajna
- Ukrán bajnokság
  - Bronzérmes (1): 1993 (a Csornomorec Odeszával)

- Ukrán kupa
  - Győztes (1): 1992 (a Csornomorec Odeszával)

Egyéni
- Az Év Orosz Labdarúgója (1): 1995

## Forrásjegyzetek
1. ↑  1991-től ukrán csapatként Csornomorec Odesza néven.
2. ↑  Ilja Szobolev: Умер Илья Цымбаларь (orosz nyelven). Rosszijszkaja Gazeta, 2013. december 29. (Hozzáférés: 2013. december 29.)